# Weiding (zemský okres Cham)
Weiding je obec v německé spolkové zemi Bavorsko, v zemském okrese Cham ve vládním obvodu Horní Falc.
Žije zde přibližně 2 500 obyvatel.